# 루돌프 발덴
카를 루돌프 발덴(핀란드어: Karl Rudolf Walden: 1878년 12월 1일 헬싱키-1946년 10월 25일 쉬스매)은 핀란드의 군인, 정치인, 기업인이다. 합동제지유한회사의 창업주이며, 전쟁총장, 전쟁장관, 방위장관을 역임했다. 군인으로서 주특기는 보병이었다.

## 같이 보기
- 핀란드 내전
- 겨울 전쟁
- 계속 전쟁